# 邹靖
邹靖（？—？），东汉末年破虏校尉、北军中侯。曾參與平定黃巾之亂。

## 历史
184年鄒靖帶領劉備義勇軍與黃巾軍作戰，成功戰勝黃巾軍。此外邹靖還曾與公孫瓚一同與胡人作戰。
185年，朝廷派遣車騎將軍皇甫嵩鎮壓韓遂、邊章之亂，本來皇甫嵩想招烏桓兵作戰，此時北軍中候鄒靖上言：「烏桓衆弱，宜開募鮮卑。」，大將軍掾韓卓表示贊同，並稱讚鄒靖：「靖居近邊塞，究其態詐。靖募鮮卑輕騎五千，必有破敵之效。」。但是應劭認為鮮卑族貪婪不守信義，堅持啟用烏桓兵。最後兩人爆發了口角，詔百官大會朝堂，眾人採納應劭的意見，鄒靖則在戰後遭免官（《後漢書應劭傳》）。

## 《三国演义》
历史小说《三国演义》中人物，为幽州太守劉焉手下的一名校尉。当张角带黄巾军来犯幽州时，邹靖向刘焉提出募兵应敌的建议，为刘焉所采纳。正是由于刘焉出榜招兵，才引出了刘备、关羽、张飞三人结义。三人随后在邹靖的引见下成为了刘焉的部下。其后，邹靖曾与刘备等人一起讨伐黄巾军，解了青州之围。